# Gåra
Gåra est une localité du comté de Troms, en Norvège.

## Géographie
Administrativement, Gåra fait partie de la kommune de Kvæfjord.